# Psara
Psara (în greacă Ψαρά, Psará ,pronunție în greacă modernă [psaˈra]; cunoscută în antichitate sub numele de Ψύρα / Ψυρίη, Psyra / Psyriē) este o insulă grecească din Marea Egee. Împreună cu mica insulă Antipsara⁠(d) (populație: 4) formează municipiul Psara. Face parte din unitatea regională Chios, care face parte din regiunea Egeea de Nord. Singurul oraș al insulei și sediul municipalității se numește, de asemenea, Psara.
Psara a avut 448 de locuitori la recensământul din 2011. Are un mic port care face legătura cu Insula Chios și cu alte părți ale Greciei.

## Geografie
Psara se află la 81 km nord-vest de Chios, la 22 km de punctul nord-vestic al insulei Chios și la 150 km est-nordest de Atena. Lungimea și lățimea insulei sunt de aproximativ 8 și 7 kilometri și suprafața sa totală este de 43 de kilometri pătrați. Cel mai înalt punct de pe insulă este "Profitis Ilias" (512 m). Municipalitatea are o suprafață totală de 44,511 km².

## Steag

Steagul insulei

Steagul insulei Psara de astăzi se bazează în mare parte pe faimosul steag revoluționar al insulei creat de localnici în 1824. Steagul original este realizat din pânză albă mărginită cu roșu; poartă simbolurile Filiki Eteria cu roșu (o cruce mare deasupra unei semilune, o suliță și o ancoră); înfășurat în jurul ancorei este un șarpe verde. Scris cu majuscule de culoare roșie deasupra crucii și despărțit de aceasta este numele insulei, ΨΑΡ–ΡΑ. De ambele părți ale simbolurilor Filiki Eteria, cu majuscule roșii, sunt cuvintele ΕΛΕΥΘΕΡΙΑ Η ΘΑΝΑΤΟΣ (Eleftheria i Thanatos⁠(d), „Libertate sau moarte”). Steagul modern folosește un design foarte similar, dar omite numele insulei din partea de sus și s-a adăugat o pasăre galbenă care zboară lângă gura șarpelui. Drapelul a fost purtat în timpul Războiului de Independență de către navele insularilor.
Un steag original al insulei Psara din 1824 este păstrat la Muzeul Național de Istorie a Greciei din Atena.

## Istorie
A fost locuită încă din perioada miceniană, locuitorii săi bazându-se pe mare pentru a-și câștiga existența, deoarece insula este fără copaci și stâncoasă, cu puțini arbuști.
Homer, Strabon, Cratinos, Suda și Ștefan din Bizanț au menționat insula ca Psyra (în greacă veche Ψυρά şi Ψύρα) și Psyrian (în greacă veche Ψυρίαν). Pe insulă a existat și un oraș numit Psyra.
Singura sursă de existență a insularilor a fost mereu pescuitul, în principal pescuitul de homari papuci (Scyllaridae) abundenți la nivel local și de transportul maritim, cu o oarecare dezvoltare turistică în ultimii ani.
A fost creat și un proverb cu numele insulei: Psyra sărbătorind pe Dionysos (în greacă veche Ψύρα τὸν Διόνυσον ἄγοντες). Deoarece Psyra era o insulă săracă și mică, care nu putea produce vin, proverbul a fost folosit pentru a se referi la persoanele care se aflau la o întâlnire, dar care nu beau (vin). De asemenea, era asociat cu lucrurile care sugerau sărăcia. Un alt proverb despre Psyra a fost, de asemenea, folosit pentru a arăta sărăcia, Tu crezi că Sparta este ca Psyra (în greacă veche Ψύρα τε τὴν Σπάρτην ἄγεις).

## Distrugerea Psarei

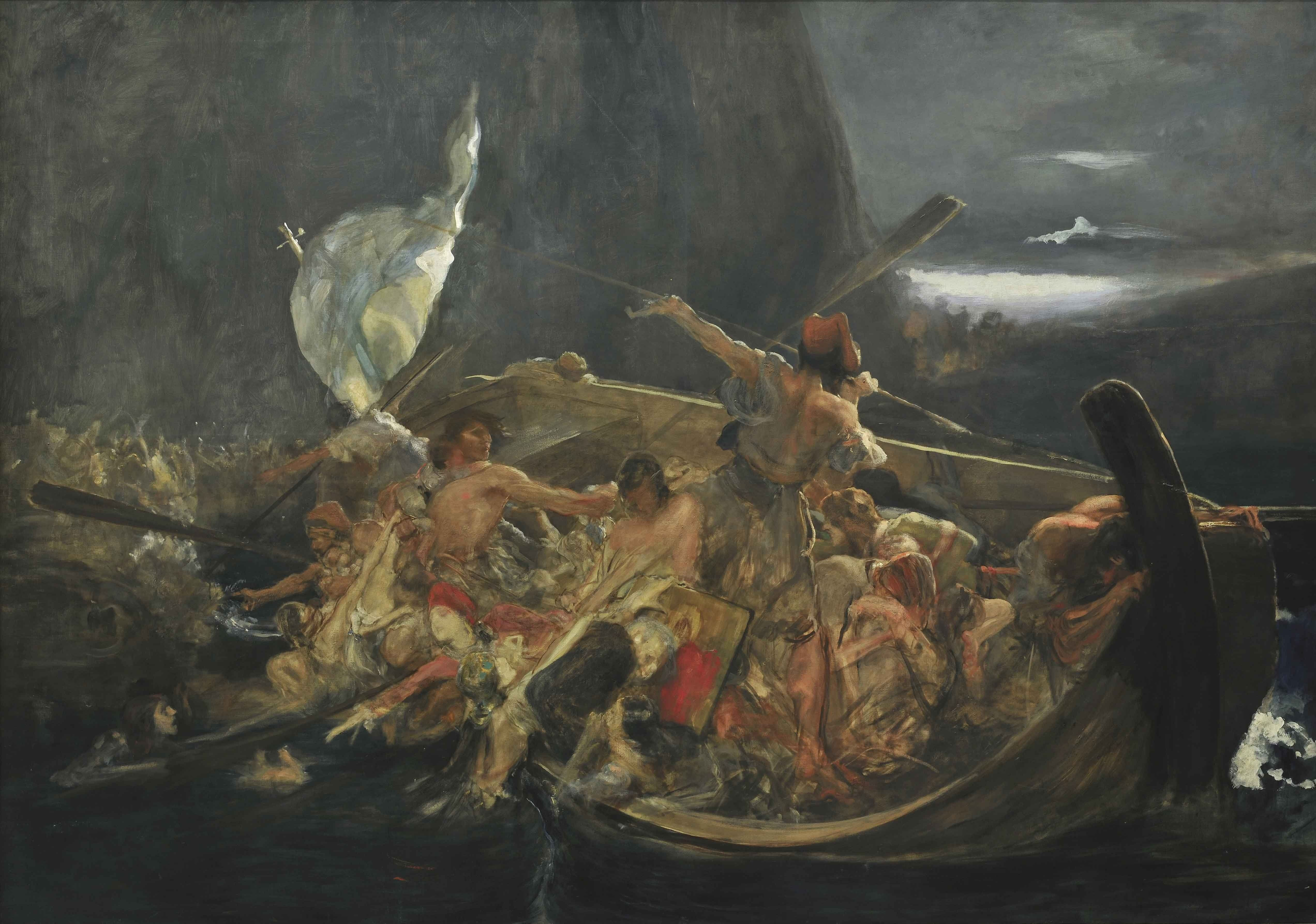
După distrugerea Psarei de Nikolaos Gyzis.

Psara s-a alăturat războiului de independență al Greciei la 10 aprilie 1821. Viitorul prim-ministru Konstantinos Kanaris și Dimitrios Papanikolis s-au remarcat ca lideri navali, folosind nave de foc pentru a lupta cu mai puternica marină otomană.
La 3 iulie (21 iunie OS), 1824, insula a fost invadată de turci. Rezistența localnicilor s-a încheiat a doua zi cu o ultimă poziție pe vechiul fort al orașului, Palaiokastro (denumire alternativă Mavri Rachi, cu sensul de „Creasta neagră”). Sute de soldați, precum și femei și copii se refugiaseră acolo când o forță otomană de 2000 de oameni a asaltat fortul. Refugiații au ridicat mai întâi un steag alb  cu cuvintele „Ἐλευθερία ἤ Θάνατος” („Eleftheria i Thanatos”, „Libertate sau moarte”). Apoi, în momentul în care turcii au intrat în fort, localnicul Antonios Vratsanos a dat foc la rezervele de praf de pușcă, ceea ce a dus la o explozie care a ucis locuitorii orașului împreună cu dușmanii lor — rămânând astfel fideli  până la moarte mesajului de pe steagul lor. Un ofițer francez care a auzit și a văzut explozia a comparat-o cu o erupție vulcanică a Vezuviului.
O parte din populație a reușit să fugă de pe insulă, dar cei care nu au făcut-o au fost vânduți ca sclavi sau uciși. Ca urmare a invaziei, mii de greci au avut de suferit o soartă tragică. Insula a fost pustie și localnicii supraviețuitori au fost împrăștiați prin ceea ce este acum Grecia de Sud. Theophilos Kairis⁠(d), preot și cărturar, a adunat mulți dintre copiii orfani și a creat celebra școală Orphanotropheio a lui Theophilos Kairis. Psara a rămas în stăpânirea otomanilor până când a fost recucerită de marina greacă la 21 octombrie 1912, în timpul primului război balcanic.
Distrugerea insulei Psara de către otomani a fost efectuată ca represalii pentru distrugerea navelor turcești de către revoluționarii Konstantinos Kanaris și Dimitrios Papanikolis. Acest lucru l-a inspirat pe poetul Andreas Kalvos să scrie oda „Pentru Psara” (în greacă: „Εἰς Ψαρά”); de asemenea evenimentul l-a inspirat și pe poetul Dionysios Solomos⁠(d) — autorul Imnului pentru libertate — să scrie în 1825 o poezie (sau epigramă) despre aceasta numită „Distrugerea Psarei” (în greacă: „Ἡ καταστροφὴ τῶν Ψαρῶν"): 

'Στῶν Ψαρῶν τὴν ὁλόμαυρη ράχη

Περπατῶντας ἡ Δόξα μονάχη.

Μελετᾷ τὰ λαμπρὰ παλληκάρια,

Καὶ 'ς τὴν κόμη στεφάνι φορεῖ

Γινομένο ἀπὸ λίγα χορτάρια

Ποῦ εἰχαν μείνῃ 'ς τὴν ἔρημη γῆ.

Pe creasta complet neagră a Psarei

gloria merge singură luând 

Medalie de bronz din 1924 care comemorează holocaustul din Psara. ΕΛΕΥΘΕΡΙΑ Η 'ΘΑΝΑΤΟΣ, ΟΛΟΚΑΥΤΩΜΑ ΨΑΡΡΩΝ - 24 ΙΟΥΝΙΟΥ 1824 (LIBERTATE SAU MOARTE, HOLOCAUSTUL PSAREI - 24 IUNIE 1824).

tinerii strălucitori de pe câmpul de luptă

coroana părului ei rănită

din ultimele câteva ierburi rămase

pe pământul pustiu.

## Populația istorică
| An   | Populație | Diferență |
| ---- | --------- | --------- |
| 1824 | 7.000     |           |
| 1951 | 700       |           |
| 1961 | 576       | - 17,71%  |
| 1971 | 487       | - 15,45%  |
| 1981 | 460       | - 5,54%   |
| 1991 | 438       | - 4,78%   |
| 2001 | 422       | - 3,65%   |
| 2011 | 446       | + 5,69%   |

## Persoane notabile

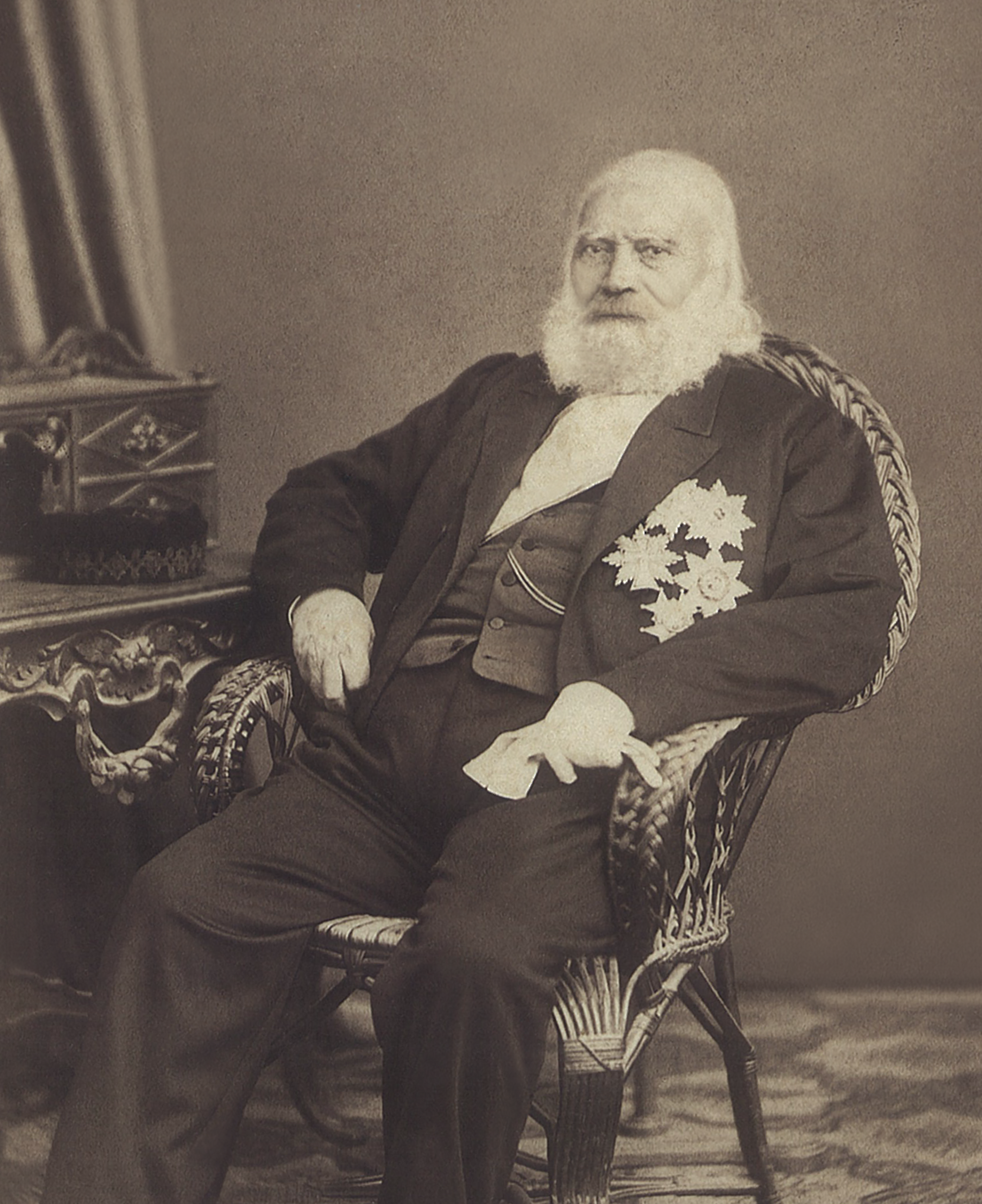
Konstantinos Kanaris.

- Ioannis Varvakis⁠(d) (1745–1825), amiral, negustor de caviar și binefăcător.
- Nikolis Apostolis⁠(d) (1770-1827), amiral.
- Dimitrios Papanikolis⁠(d) (1790–1855), amiral.
- Konstantinos Kanaris (1793 / 1795–1877), amiral și om politic, prim-ministru al Greciei.
- Garafilia Mohalbi⁠(d) (1817–1830), refugiat greco-american și fost sclav.
- George Sirian⁠(d) (1818–1891) tunar în Marina Statelor Unite ale Americii

## Vezi si
- Listă de insule din Grecia
- Lista așezărilor din unitatea regională Chios
- Masada (o sinucidere eroică în masă, similară, din istoria evreilor)